# San Martín (Florencia)
San Martín es un corregimiento de Florencia (Caquetá). Está conformado por 11 veredas y se encuentra ubicado en el suroeste de su término municipal.

## Geografía

### Límites
Limita al norte con el corregimiento de El Caraño, al noreste con el corregimiento de Orteguaza, al este con el corregimiento de Venecia, al sur y suroeste con el municipio de Morelia y al oeste y noroeste con el corregimiento de Santo Domingo. El río Bodoquero marca su límite occidental, al tiempo que separa a los municipios de Florencia y Morelia.

### Clima
Es un corregimiento caracterizado por sus tierras bajas donde predomina el clima tropical húmedo, siendo atravesado por el río Bodoquero en su límite occidental. 